# Eudorylas
Eudorylas är ett släkte av tvåvingar. Eudorylas ingår i familjen ögonflugor.

## Dottertaxa tillEudorylas, i alfabetisk ordning[1][2]
- Eudorylas abdominalis
- Eudorylas aberratus
- Eudorylas ablus
- Eudorylas abnorexitus
- Eudorylas abnormalis
- Eudorylas abruptus
- Eudorylas absonditus
- Eudorylas accedens
- Eudorylas acroacanthus
- Eudorylas acroapex
- Eudorylas aculeatus
- Eudorylas adunatus
- Eudorylas aduncus
- Eudorylas aemulus
- Eudorylas aequus
- Eudorylas aethiopicus
- Eudorylas affinis
- Eudorylas africanus
- Eudorylas albinervis
- Eudorylas albinus
- Eudorylas albucus
- Eudorylas alternatus
- Eudorylas amanii
- Eudorylas amitinus
- Eudorylas amurensis
- Eudorylas amuscarium
- Eudorylas anaclastus
- Eudorylas andinus
- Eudorylas anfractus
- Eudorylas angustimembranus
- Eudorylas angustipennis
- Eudorylas angustus
- Eudorylas anomalus
- Eudorylas antennalis
- Eudorylas antillensis
- Eudorylas apicalis
- Eudorylas apiculatus
- Eudorylas appendiculatus
- Eudorylas aptus
- Eudorylas aquavicinus
- Eudorylas aquinoi
- Eudorylas arcanus
- Eudorylas argryofrons
- Eudorylas arthurianus
- Eudorylas arundani
- Eudorylas arvazensis
- Eudorylas ascitus
- Eudorylas ashoroensis
- Eudorylas atratus
- Eudorylas attenuatus
- Eudorylas auctus
- Eudorylas barkalovi
- Eudorylas barrettoi
- Eudorylas bartaki
- Eudorylas barueriensis
- Eudorylas beckeri
- Eudorylas beiyue
- Eudorylas bentoni
- Eudorylas bermeri
- Eudorylas bharatiensis
- Eudorylas bicolor
- Eudorylas bicostalis
- Eudorylas bidactylus
- Eudorylas bilobus
- Eudorylas bipertitus
- Eudorylas biroi
- Eudorylas bisetosus
- Eudorylas blascoi
- Eudorylas boliviensis
- Eudorylas bredoi
- Eudorylas brevisalus
- Eudorylas brunnipennis
- Eudorylas bulbosus
- Eudorylas burmanicus
- Eudorylas buscki
- Eudorylas caccabatus
- Eudorylas caledonicus
- Eudorylas carpathicus
- Eudorylas caudatus
- Eudorylas cernuus
- Eudorylas chilensis
- Eudorylas chvalai
- Eudorylas ciliatus
- Eudorylas cinerascens
- Eudorylas clausum
- Eudorylas coei
- Eudorylas collinus
- Eudorylas coloratus
- Eudorylas comparatus
- Eudorylas concavus
- Eudorylas concolor
- Eudorylas conformis
- Eudorylas consimilis
- Eudorylas corbetti
- Eudorylas cordatus
- Eudorylas cornutus
- Eudorylas costalis
- Eudorylas cralimes
- Eudorylas crassus
- Eudorylas cressoni
- Eudorylas cupreiventris
- Eudorylas curtus
- Eudorylas curvatus
- Eudorylas curvicaudatus
- Eudorylas cuspicornis
- Eudorylas cycnus
- Eudorylas dactylus
- Eudorylas deansi
- Eudorylas deceptor
- Eudorylas decorus
- Eudorylas definitus
- Eudorylas delfinadoae
- Eudorylas demeyeri
- Eudorylas denotatus
- Eudorylas devius
- Eudorylas dextratus
- Eudorylas dextrostylus
- Eudorylas diagonalis
- Eudorylas dichopticus
- Eudorylas digitatus
- Eudorylas discretus
- Eudorylas disgregus
- Eudorylas diversus
- Eudorylas dives
- Eudorylas dominicanensis
- Eudorylas dominicensis
- Eudorylas dorsispinosus
- Eudorylas dreisbachi
- Eudorylas duckei
- Eudorylas dumicolus
- Eudorylas duocollis
- Eudorylas duplicatus
- Eudorylas echinatus
- Eudorylas elephas
- Eudorylas encerus
- Eudorylas ephippium
- Eudorylas eremitus
- Eudorylas eremnoptera
- Eudorylas euciliatus
- Eudorylas eulentiger
- Eudorylas evanidus
- Eudorylas excisus
- Eudorylas expletirubus
- Eudorylas extensus
- Eudorylas facetus
- Eudorylas falcatus
- Eudorylas falcifer
- Eudorylas falx
- Eudorylas fascipes
- Eudorylas filicornis
- Eudorylas flavicornis
- Eudorylas flavicrus
- Eudorylas flavitarsis
- Eudorylas flavitibia
- Eudorylas flexus
- Eudorylas fluviatilis
- Eudorylas focus
- Eudorylas fortis
- Eudorylas fractus
- Eudorylas fritzi
- Eudorylas fujianensis
- Eudorylas fukushimaensis
- Eudorylas fumipennis
- Eudorylas furvulus
- Eudorylas fuscipennis
- Eudorylas fuscipes
- Eudorylas fuscitarsis
- Eudorylas fuscitibia
- Eudorylas fusculus
- Eudorylas fustis
- Eudorylas galeatus
- Eudorylas garambensis
- Eudorylas garhwalensis
- Eudorylas gemellus
- Eudorylas ghesquierei
- Eudorylas gilvipes
- Eudorylas globosus
- Eudorylas gobiensis
- Eudorylas goennersdorfensis
- Eudorylas golbachi
- Eudorylas gomesi
- Eudorylas gorodkovi
- Eudorylas grandis
- Eudorylas gratiosus
- Eudorylas gressitti
- Eudorylas hadrosoma
- Eudorylas halteratus
- Eudorylas hamatus
- Eudorylas hardyi
- Eudorylas harmstoni
- Eudorylas harrisi
- Eudorylas hasanicus
- Eudorylas hokkaidoensis
- Eudorylas huachucanus
- Eudorylas hystricosus
- Eudorylas ibericus
- Eudorylas imbricatus
- Eudorylas incisus
- Eudorylas indiaensis
- Eudorylas indivisus
- Eudorylas industrius
- Eudorylas inferus
- Eudorylas inopsicolor
- Eudorylas inornatus
- Eudorylas insignis
- Eudorylas jacksoni
- Eudorylas jakuticus
- Eudorylas javanensis
- Eudorylas jenkinsoni
- Eudorylas jesoensis
- Eudorylas johnenae
- Eudorylas kansensis
- Eudorylas kaszabi
- Eudorylas kataplisso
- Eudorylas katonae
- Eudorylas kerzhneri
- Eudorylas khaziarensis
- Eudorylas kondarensis
- Eudorylas kovaljovi
- Eudorylas kowarzi
- Eudorylas kozaneki
- Eudorylas lamellatus
- Eudorylas largexitus
- Eudorylas lasiofemoratus
- Eudorylas latipennis
- Eudorylas latistomachus
- Eudorylas lautus
- Eudorylas lentiger
- Eudorylas lepus
- Eudorylas liberia
- Eudorylas libratus
- Eudorylas ligo
- Eudorylas lividus
- Eudorylas loewii
- Eudorylas longicornis
- Eudorylas longifrons
- Eudorylas longipilus
- Eudorylas longispinus
- Eudorylas longistigmus
- Eudorylas longus
- Eudorylas lopesi
- Eudorylas ludhianaensis
- Eudorylas luteipes
- Eudorylas luteiventris
- Eudorylas luteolus
- Eudorylas luteopilus
- Eudorylas macrocercus
- Eudorylas maesi
- Eudorylas major
- Eudorylas malaisei
- Eudorylas maleficus
- Eudorylas mallee
- Eudorylas manaliensis
- Eudorylas maurus
- Eudorylas mediterraneus
- Eudorylas megacanthus
- Eudorylas megacephalus
- Eudorylas megasurstylus
- Eudorylas melanostolus
- Eudorylas melanotrichus
- Eudorylas meniscatus
- Eudorylas meristus
- Eudorylas meruensis
- Eudorylas mexicanus
- Eudorylas michiganensis
- Eudorylas mikenensis
- Eudorylas minghlanii
- Eudorylas minor
- Eudorylas minutus
- Eudorylas minymerus
- Eudorylas misericors
- Eudorylas modestus
- Eudorylas modicus
- Eudorylas moffattensis
- Eudorylas monegrensis
- Eudorylas mongolorum
- Eudorylas montanus
- Eudorylas montium
- Eudorylas moragai
- Eudorylas muiri
- Eudorylas mutillatus
- Eudorylas nasus
- Eudorylas natalensis
- Eudorylas nataliae
- Eudorylas neimongolanus
- Eudorylas nemoralis
- Eudorylas nevadaensis
- Eudorylas nigellus
- Eudorylas nigripes
- Eudorylas ningxiaensis
- Eudorylas nomurai
- Eudorylas nudus
- Eudorylas obliquus
- Eudorylas obscurus
- Eudorylas occultus
- Eudorylas ocularis
- Eudorylas odontophorus
- Eudorylas okalii
- Eudorylas opacus
- Eudorylas opinatus
- Eudorylas opiparus
- Eudorylas optabilis
- Eudorylas orthogoninus
- Eudorylas oscen
- Eudorylas oshimaensis
- Eudorylas oxianus
- Eudorylas pachymerus
- Eudorylas pallidiventris
- Eudorylas pamirorum
- Eudorylas pannonicus
- Eudorylas paraappendiculatus
- Eudorylas paranaensis
- Eudorylas pardus
- Eudorylas parens
- Eudorylas parilis
- Eudorylas partitus
- Eudorylas parvifrons
- Eudorylas parvulus
- Eudorylas pectitibialis
- Eudorylas penai
- Eudorylas pennatus
- Eudorylas peruensis
- Eudorylas petalus
- Eudorylas phallophylax
- Eudorylas phatnomus
- Eudorylas pilosus
- Eudorylas pinjorensis
- Eudorylas pinquis
- Eudorylas piriformis
- Eudorylas platyapodemalis
- Eudorylas platytarsis
- Eudorylas poantaensis
- Eudorylas pondolandi
- Eudorylas porrectus
- Eudorylas posticus
- Eudorylas productus
- Eudorylas pusillus
- Eudorylas quadratus
- Eudorylas quadrifidus
- Eudorylas quartarius
- Eudorylas quinquepertitus
- Eudorylas rectinervis
- Eudorylas regalis
- Eudorylas remiformis
- Eudorylas remotus
- Eudorylas restrictus
- Eudorylas revolutus
- Eudorylas rubidus
- Eudorylas rubrus
- Eudorylas rudis
- Eudorylas rurestris
- Eudorylas rusticus
- Eudorylas sabroskyi
- Eudorylas sauteri
- Eudorylas scharffi
- Eudorylas schreiteri
- Eudorylas scissus
- Eudorylas scotinus
- Eudorylas scutellatus
- Eudorylas semicircularis
- Eudorylas semiopacus
- Eudorylas separatus
- Eudorylas sericeus
- Eudorylas serratus
- Eudorylas setiformis
- Eudorylas sherloukensis
- Eudorylas similis
- Eudorylas simulator
- Eudorylas sinuosus
- Eudorylas slovacus
- Eudorylas soccatus
- Eudorylas souzalopesi
- Eudorylas spinosus
- Eudorylas stackelbergi
- Eudorylas stainsi
- Eudorylas stigmaticusstigmaticus
- Eudorylas straeleni
- Eudorylas subfascipes
- Eudorylas subjectus
- Eudorylas subligo
- Eudorylas subopacus
- Eudorylas subterminalis
- Eudorylas subtilis
- Eudorylas subvaralis
- Eudorylas subvexus
- Eudorylas sulcatus
- Eudorylas suwai
- Eudorylas swanengi
- Eudorylas tadzhikorum
- Eudorylas tanasijtshuki
- Eudorylas tanycerus
- Eudorylas tanzaniensis
- Eudorylas tarsalis
- Eudorylas terminalis
- Eudorylas terraboensis
- Eudorylas thekkadiensis
- Eudorylas tibiatus
- Eudorylas titanus
- Eudorylas totoflavus
- Eudorylas trapezoides
- Eudorylas triangularis
- Eudorylas trichosubepandrialis
- Eudorylas trigonus
- Eudorylas tropidoapex
- Eudorylas tshatkalensis
- Eudorylas tshuki
- Eudorylas tuberculatus
- Eudorylas tucumanus
- Eudorylas turneri
- Eudorylas uki
- Eudorylas umbrinus
- Eudorylas unanimus
- Eudorylas unicolor
- Eudorylas wahisi
- Eudorylas venezuelensis
- Eudorylas venturai
- Eudorylas vicarius
- Eudorylas vicinus
- Eudorylas vidali
- Eudorylas vierecki
- Eudorylas willistoni
- Eudorylas vineti
- Eudorylas wittei
- Eudorylas vonderdunki
- Eudorylas wygodzinskyi
- Eudorylas youngi
- Eudorylas yunnanensis
- Eudorylas zaitzevi
- Eudorylas zanclus
- Eudorylas zermattensis
- Eudorylas zonatus
- Eudorylas zonellus